# Ritsameer
Het Ritsameer (Abchazisch: Риҵа; Georgisch: რიწა; Russisch: Рица) is een meer in de Georgische afscheidingsrepubliek  Abchazië. Het meer ligt in de Grote Kaukasus.
Het Ritsameer heeft een oppervlakte van 1,49 km². Ondanks zijn kleine oppervlakte is het met 116 meter vrij diep. Het meer is een belangrijke toeristische trekpleister. Jozef Stalin had er een datsja, dat sindsdien eigendom is van de Abchazische regering. Het meer wordt omgeven door Kaukasische zilversparren.